# Felice Tosalli
Felice Tosalli (Torino, 1883 – Torino, 1958) è stato uno scultore, litografo, illustratore e pittore italiano.

## Biografia
Attivo fin dall'infanzia con lavori in legno (famoso il Bassorilievo di Cavallo) nello studio di famiglia.
A vent'anni si trasferisce a Parigi dove apprende la professione di restauratore ligneo.
Dopo quattro anni trascorsi in Francia, nel 1907 ritorna a Torino e lavora nello studio Doyen come litografo e illustratore. Negli anni successivi partecipa alle rassegne della Società Promotrice delle Belle Arti di Torino. Nel 1922 partecipa alla Fiorentina Primaverile.
Dalla fine degli anni venti inizia una proficua collaborazione con alcune aziende ceramiste che proporrano una produzione in serie limitate di alcune sue opere scultoree zoomorfe: Lenci fino a metà degli anni trenta e Rosenthal fino all'inizio della Seconda guerra mondiale.
Dopo il 1945 riprende la produzione di ceramiche artistiche, questa volta ad opera della Ceramiche d'Arte Campionesi, che continuerà fino a poco prima della morte.